# Debatik Curri

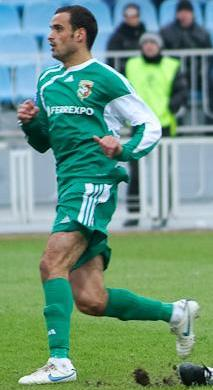
Debatik Curri v roce 2010

Debatik Curri (* 28. prosince 1983, Priština, SFR Jugoslávie) je kosovsko-albánský fotbalový obránce, hráč klubu KS Flamurtari Vlora. Na seniorské úrovni reprezentuje Albánii, nastoupil i za Kosovo.

## Klubová kariéra
- KF Prishtina (mládež)
- KF Prishtina 2003–2005
- FK Vorskla Poltava 2005–2010
- Gençlerbirliği SK 2010–2013
- FK Hoverla Užhorod 2013
- FK Sevastopol 2014
- KF Tirana 2014–2015
- KS Flamurtari Vlora 2015–

## Reprezentační kariéra

### Albánie
V A-mužstvu Albánie debutoval 22. 3. 2006 v přátelském utkání v Tiraně proti týmu Gruzie (remíza 0:0).

### Kosovo
21. 5. 2014 odehrál za A-mužstvo Kosova přátelský zápas proti Turecku (porážka 1:6).